# 佐渡市
佐渡市（日语：／ Sado shi */?）是位于新潟縣西北部的城市，管轄範圍即為佐渡島全島。2004年3月1日，佐渡島内全部的市町村（兩津市等町村）合併成目前的佐渡市。

## 地理
- 山脉: 金北山、大地山
- 河川: 国府川－大野川、羽茂川
- 湖沼: 加茂湖

## 觀光
- 佐渡金山
- 宿根木（日语：宿根木）(重要傳統的建造物群保存地區)
- 蓮華峰寺（日语：蓮華峰寺）
- 妙宣寺 (佐渡市)（日语：妙宣寺 (佐渡市)）
- 度津神社

## 交通
國道350號橫貫佐渡島人口密集的地區，是佐渡島的主幹道。巴士是佐渡島唯一的公共交通方式。島上巴士全部由新潟交通佐渡運營。海運是現在佐渡島最主要的聯外交通方式。佐渡島和新潟縣本土之間的噴射船由佐渡汽船運營，有兩津港至新潟港、小木港至直江津港、赤泊港至寺泊港三條航線。佐渡島上有佐渡機場一處機場。佐渡機場於1958年啟用，曾開設來往新潟機場之間的航線；但自2014年起再沒有定期航線飛行。

## 相鄰自治體
佐渡島内的自治體僅有佐渡市，所以實際上佐渡市沒有陸上相鄰的自治體。但與以下城市間有飛機和渡輪往來。
- 新潟縣
  - 新潟市
  - 長岡市
  - 上越市

## 關聯條目
- 佐渡
- 佐渡國
- 佐渡島
- 佐渡郡

1. ↑  . .   [2017-07-09]. （原始内容存档于2017-07-25） （日语）.
2. ↑  . .   [2017-07-09]. （原始内容存档于2016-05-29） （日语）.
3. ↑  . .   [2017-07-09]. （原始内容存档于2016-06-28） （日语）.